# Ліберкюнові залози
Ліберкюнові залози (крипти) — мікроскопічні трубчасті залози, що розміщені у товщі слизової оболонки в основному тонких кишок, які виділяють кишковий сік. Розміщуються вони між ворсинками. А в товстому кишечнику вони набагато довші і виділяють більшу кількість слизу. Названі на честь німецького анатома Йогана Ліберкюна, який описав їх у 1745 р.